# Huiyuan Cheng

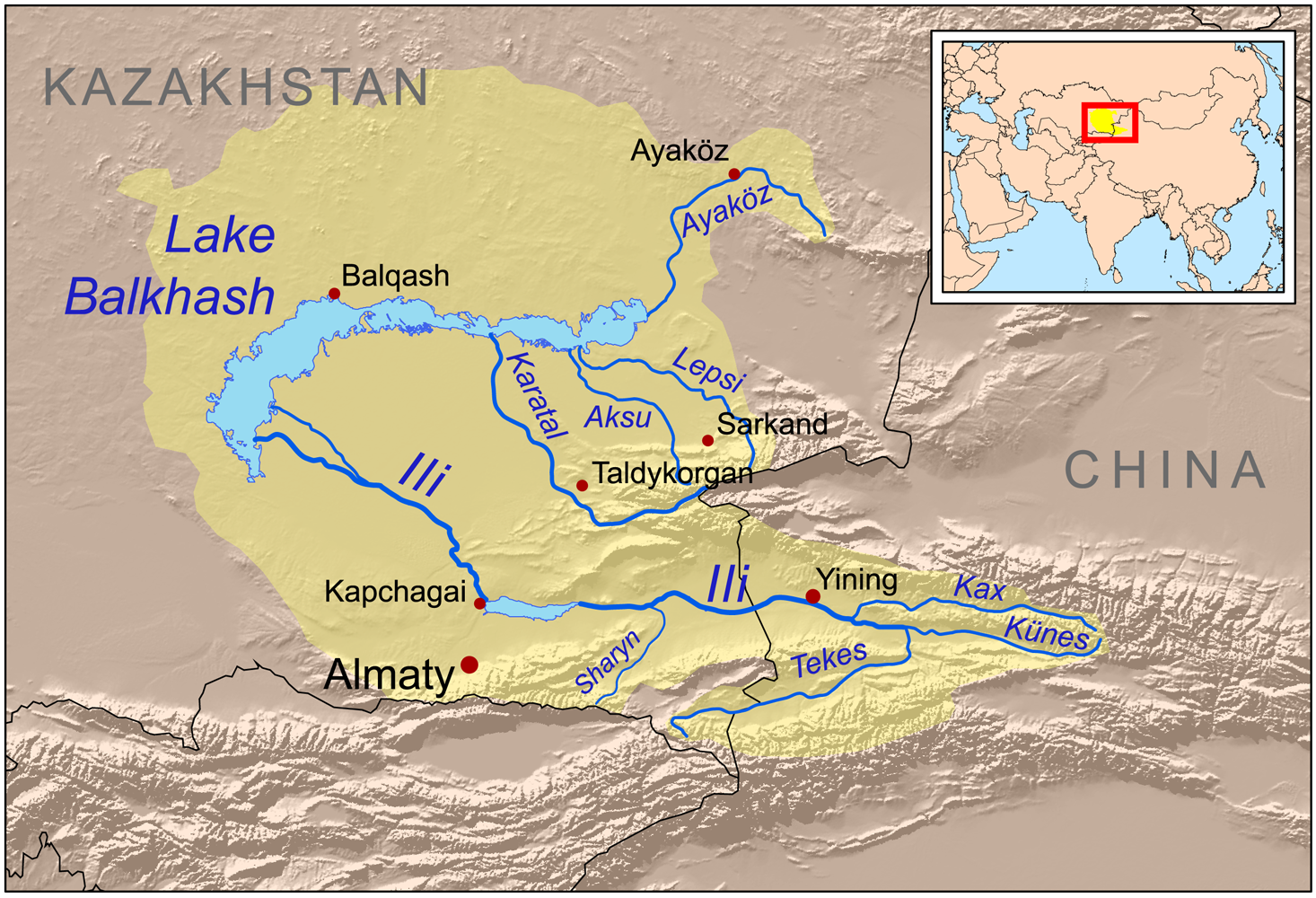
O Rio Ili nasce na China e tem sua foz no Lago Balcache, no Cazaquistão.

Huiyuan Cheng, Huiyuanzhen ou Kürä Shahr (em uigur)  é uma cidade em Sinquião, no noroeste da China.
Na época da Dinastia Qing, Huiyuan Cheng foi escolhida como sede do Governo da Região do Vale do Rio Ili. Naquela época, o poder central em Pequim, também decidiu estabelecer a principal base de seu controle sobre Sinquião naquele vale. O principal comandante das tropas da Dinastia Qing em todo Sinquião era o Governador da Região do Vale do Rio Ili, portanto, Huiyuan Cheng contava com um grande estabelecimento penal e uma forte guarnição. Na época a cidade foi chamada de Nova Gulja. O Império Russo e as potências ocidentais preferia chamar o local de Ili, para distingui-lo de Gulja.
No início da Revolta Dungan, Huiyuan Cheng foi o último lugar do Vale do Rio Ili a ser tomado pelos rebeldes, no final de novembro de 1864. Em resposta à instalação de um sultanato naquela região, o Império Russo ocupou o Vale do Rio Ili em 1871, ocupação que durou até 1881, quando a região foi devolvida à China nos termos do Tratado de São Petersburgo.
Após a restauração da soberania chinesa sobre a região, foi construída uma nova cidade a 8 km ao norte da antiga, que passou a se chamar como Suiding ou Shuiding   .